# Johannes Lochner
Johannes Lochner (Berchtesgaden, 14 de octubre de 1990) es un deportista alemán que compite en bobsleigh en las modalidades doble y cuádruple. Su tío Rudolf Lochner compitió en el mismo deporte.
Participó en dos Juegos Olímpicos de Invierno, obteniendo dos medallas de plata en Pekín 2022, en las pruebas doble (junto con Florian Bauer) y cuádruple (con Florian Bauer, Christopher Weber y Christian Rasp), y el quinto lugar en Pyeongchang 2018, en la misma prueba.
Ganó diecisiete medallas en el Campeonato Mundial de Bobsleigh entre los años 2015 y 2025, y catorce medallas en el Campeonato Europeo de Bobsleigh entre los años 2017 y 2025.

## Palmarés internacional
| Juegos Olímpicos   | Juegos Olímpicos             | Juegos Olímpicos  | Juegos Olímpicos |
| Año                | Lugar                        | Medalla           | Prueba           |
| ------------------ | ---------------------------- | ----------------- | ---------------- |
| 2022               | Pekín (China)                | Medalla de plata  | Doble            |
| 2022               | Pekín (China)                | Medalla de plata  | Cuádruple        |
| Campeonato Mundial |                              |                   |                  |
| Año                | Lugar                        | Medalla           | Prueba           |
| 2015               | Winterberg (Alemania)        | Medalla de plata  | Doble            |
| 2015               | Winterberg (Alemania)        | Medalla de plata  | Equipo           |
| 2016               | Igls (Austria)               | Medalla de oro    | Equipo           |
| 2016               | Igls (Austria)               | Medalla de plata  | Doble            |
| 2017               | Königssee (Alemania)         | Medalla de oro    | Cuádruple        |
| 2017               | Königssee (Alemania)         | Medalla de oro    | Equipo           |
| 2017               | Königssee (Alemania)         | Medalla de bronce | Doble            |
| 2019               | Whistler (Canadá)            | Medalla de oro    | Equipo           |
| 2020               | Altenberg (Alemania)         | Medalla de plata  | Doble            |
| 2020               | Altenberg (Alemania)         | Medalla de plata  | Cuádruple        |
| 2021               | Altenberg (Alemania)         | Medalla de plata  | Doble            |
| 2021               | Altenberg (Alemania)         | Medalla de bronce | Cuádruple        |
| 2023               | Sankt Moritz (Suiza)         | Medalla de oro    | Doble            |
| 2024               | Winterberg (Alemania)        | Medalla de plata  | Cuádruple        |
| 2024               | Winterberg (Alemania)        | Medalla de bronce | Doble            |
| 2025               | Lake Placid (Estados Unidos) | Medalla de plata  | Doble            |
| 2025               | Lake Placid (Estados Unidos) | Medalla de plata  | Cuádruple        |
| Campeonato Europeo |                              |                   |                  |
| Año                | Lugar                        | Medalla           | Prueba           |
| 2017               | Winterberg (Alemania)        | Medalla de oro    | Cuádruple        |
| 2017               | Winterberg (Alemania)        | Medalla de plata  | Doble            |
| 2018               | Igls (Austria)               | Medalla de oro    | Cuádruple        |
| 2018               | Igls (Austria)               | Medalla de bronce | Doble            |
| 2019               | Königssee (Alemania)         | Medalla de oro    | Cuádruple        |
| 2019               | Königssee (Alemania)         | Medalla de plata  | Doble            |
| 2020               | Winterberg (Alemania)        | Medalla de oro    | Cuádruple        |
| 2021               | Winterberg (Alemania)        | Medalla de plata  | Doble            |
| 2022               | Sankt Moritz (Suiza)         | Medalla de plata  | Doble            |
| 2023               | Altenberg (Alemania)         | Medalla de oro    | Doble            |
| 2024               | Innsbruck (Austria)          | Medalla de plata  | Cuádruple        |
| 2024               | Sigulda (Letonia)            | Medalla de bronce | Doble            |
| 2025               | Lillehammer (Noruega)        | Medalla de oro    | Cuádruple        |
| 2025               | Lillehammer (Noruega)        | Medalla de plata  | Doble            |